# Christopher Daniels
Daniel Christopher Covell (n. 24 de marzo de 1970) es un luchador profesional estadounidense, más conocido como Christopher Daniels, Chris Daniels o Daniels, quien actualmente trabaja en All Elite Wrestling como jefe de relaciones de talento. A lo largo de su carrera, Covell ha trabajado en varias empresas del circuito independiente, tales como Ring of Honor, Pro Wrestling Guerrilla o la New Japan Pro Wrestling, aunque destaca su trabajo en la Total Nonstop Action Wrestling (TNA). En algunas ocasiones, también ha luchado enmascarado bajo los gimmicks de Curry Man y Suicide.
Covell ha sido una vez Campeón Mundial de ROH, una vez Campeón Mundial Televisivo de ROH, dos veces Campeón Mundial en Parejas de ROH, cuatro veces Campeón de la División X de la TNA, seis veces Campeón Mundial en Parejas de la NWA, dos veces Campeón Mundial en Parejas de TNA y una vez Campeón en Parejas Junior de la IWGP. Además de ser Campeón Triple Corona y ganador del Feast or Fired 2007 y 2008.
Christopher Daniels tiene una lucha 5 estrellas con Aj Styles y Samoa Joe.

## Carrera

### Inicios
Christopher Daniels empezó a luchar en la Windy City Pro Wrestling en Chicago a principios de los 90. En el 2000, hizo equipo con en la World Wrestling Federation con Aaron Aguilera, llamado Los Conquistadores, siendo conocido como "Conquistador Dos". Además peleó contra TAKA Michinoku por el Campeonato Ligero de la WWF haciendo un esfuerzo fallido para su gimmick de Fallen Angel en WWF Shotgun Saturday Night. Covell además tomó el título de King of Indies por su trabajo con los circuitos independientes de todo el mundo, incluyendo Ring of Honor y Frontier Wrestling Alliance.

### World Championship Wrestling (2001)
El 23 de enero de 2001, en un episodio de WCW Monday Nitro Daniels se enfrentó a Michael Modest. Durante la pelea, Daniels intentó hacerle su springboard moonsault, pero hizo mal el movimiento cuando puso mal el pie izquierdo, cayendo sobre su cabeza, rompiédnose el cuello, estando su brazo izquierdo perjudicado durante la pèlea, acabando sin resultado. Tras la pelea les fueron ofrecidos a Daniels y Modest unos contratos de 90 días, pero la compra de la WCW por la World Wrestling Federation les impidió volver a pelear, yéndose a pelear a circuitos indepednientes y a Japón. Daniels además representó una capucha con la figura que Vampiro después de ganar un combate Human Torch contrat Sting

### Pro Wrestling Guerrilla
En agosto de 2003, Christopher Daniels participó en un torneo para determinar al primer campeón mundial de PWG, en primera ronda en el evento Bad Ass Mother 3000 - Stage 1, derrotó a Hardkore Kidd, en Stage 2 en la segunda ronda derrotó a NOSAWA, pero fue derrotado en la semifinal por Frankie Kazarian. En Are You Adequately Prepared To Rock?! tuvo una lucha por el campeonato mundial de PWG contra Kazarian y AJ Styles, lucha que ganó Kazarian reteniendo el campeonato. En Tango & Cash Invitational - Night 1 participó en un torneo para determinar a los campeones mundiales en parejas de PWG haciendo equipo con The Messiah, pero en primera ronda fueron derrotados por CM Punk y Chris Hero. En abril de 2004 en el evento The Musical, derrotó a B-Boy. En The Reason for the Season formó equipo con Bryan Danielson derrotando a Ricky Reyes y Samoa Joe. En el evento The Next Show, participó en un Six Man Tag Team Match haciendo equipo con B-Boy y Bobby Quance, pero fueron derrotados por Puma, Ricky Reyes y Rocky Romero, más tarde en Use Your Illusion III, logró derrotar a Bobby Quance. En Free Admission (Just Kidding) derrotó a Jack Evans. En Uncanny X-Mas enfrentó a Tony Stradlin pero fue derrotado. En febrero de 2005 en el evento All Nude Revue, consiguió derrotar a Kevin Steen. En el evento Ernest P. Worrell Memorial participó en un Fatal Fourway Match para determinar al retador al campeonato mundial de PWG, enfrentando a El Generico, AJ Styles y Kevin Steen quien ganó la lucha. En All Star Weekend - Night One, Daniels defendió el campeonato de la X División de TNA derrotando a Alex Shelley, la noche siguiente en Night Two retuvo de nuevo el título de la división X contra Chris Hero. En Jason Takes PWG, Daniels tuvo una lucha por el campeonato mundial de PWG contra el campeón AJ Styles, en esta lucha también estaba en juego su campeonato de la división X, sin embargo la lucha excedió los 60 minutos por lo cual fue declarada DRAW. En Guitarmageddon defendió de nuevo exitosamente su título derrotando esta vez a El Generico. En el evento The 2nd Annual PWG Bicentennial Birthday Extravaganza, defendió de nuevo el campeonato de la división X derrotando a Chris Sabin, en el mismo evento la noche siguiente tuvo una oportunidad por el campeonato mundial de PWG contra AJ Styles y James Gibson, pero Styles ganó reteniendo el título. En el evento Zombies Shouldn't Run derrotó a Chris Hero, luego en Smells Like Steen Spirit derrotó a Chris Bosh. Participó en el torneo "2005 Battle of Los Angeles", en la primera ronda logró derrotar a Scott Lost, pero en segunda ronda fue derrotado por Bryan Danielson. En el evento Straight To DVD, fue derrotado por Scorpio Sky. En All Star Weekend 2: Electric Boogaloo, fue derrotado por Frankie Kazarian. En Chanukah Chaos (The C's Are Silent) logró derrotar a TJ Perkins. En Astonishing X-Mas formó equipo con B-Boy, Alex Koslov y Petey Williams pero fueron derrotados por Kazarian, TJ Perkins, Rocky Romero y Chris Sabin. En enero de 2006 en Teen Outreach Summit logró derrotar a Rocky Romero. En Beyond The Thunderdome tuvo una oportunidad por los campeonatos mundiales en pareja de PWG junto a AJ Styles, pero fueron derrotados por Super Dragon y Davey Richards. En noviembre de 2006 en el evento All Star Weekend IV fue derrotado por Homicide, en el mismo evento la noche siguiente derrotó a Colt Cabana. En marzo de 2007 en el evento 70/30 volvió a tener una oportunidad por el campeonato mundial de PWG pero fue derrotado por El Generico. En septiembre de 2010 regresó para el torneo "2010 Battle of Los Angeles", pero fue derrotado en primera ronda por Chris Hero, siendo esta su última aparición.

### Ring of Honor

#### 2005-2007

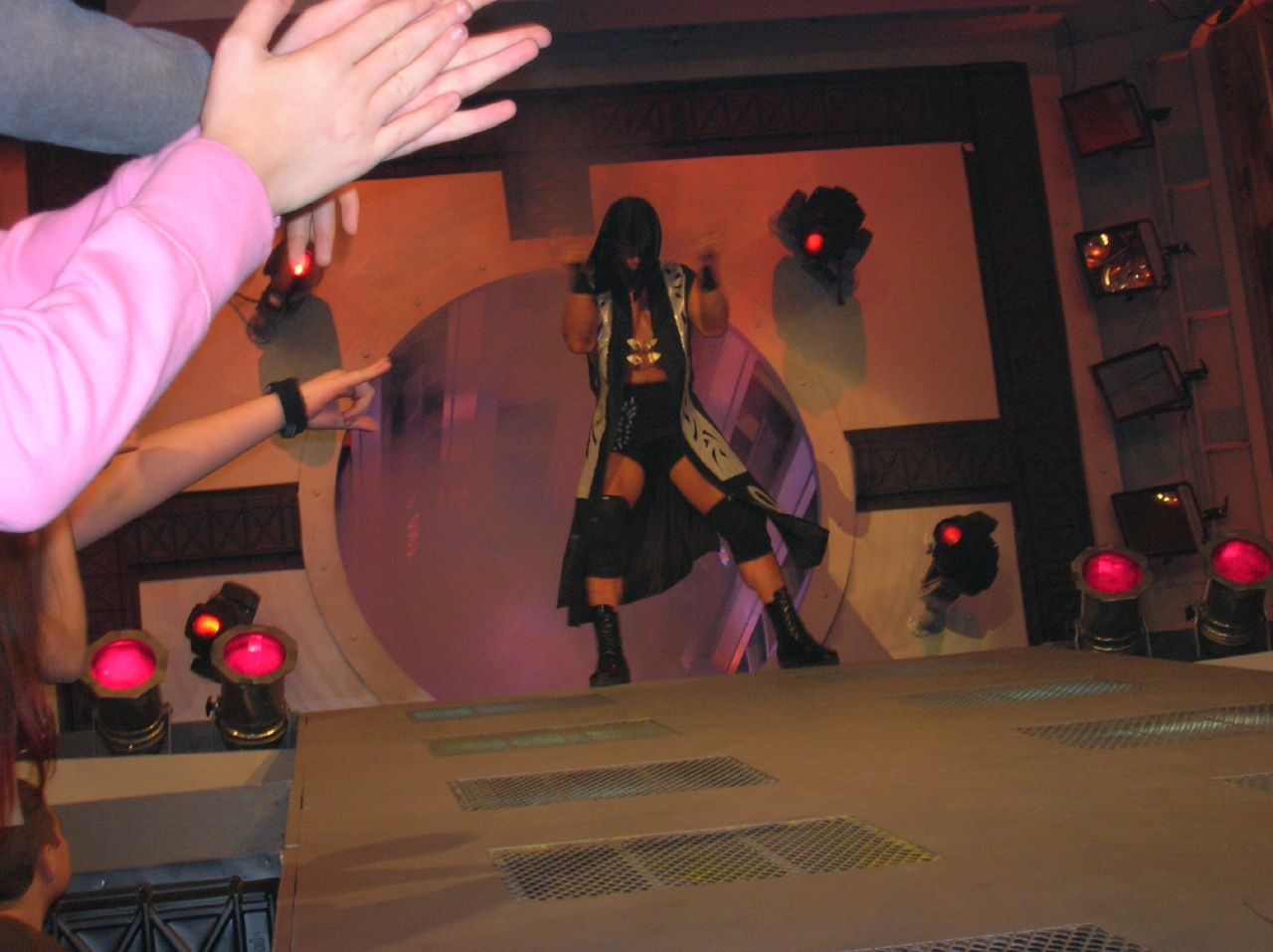
Daniels haciendo su entrada en la TNA.

En Death Before Dishonor III, Christopher Daniels haría su regreso a ROH, retando a CM Punk por el Campeonato de ROH, negándoselo Punk. En el siguiente show, Sign of Dishonor Daniels derrotó a Colt Cabana tras ser despistado por una interferencia de Punk, quien intentó golpear a Daniels con una cadena de acero (en cambio, golpeó a Cabana, a espaldas de Daniels). En Fate of an Angel, Daniels perdería gracias a Punk, contra el debutante Matt Hardy. Incluso con esta derrota, a Daniels se le concedió una oportunidad por el título en The Homecoming. Daniels y Punk lucharon de un lado a otro, y finalmente terminaron en un empate por límite de tiempo de una hora, justo cuando Daniels golpeó The Angel's Wings. Redemption, el próximo show de ROH, contó con Christopher Daniels, James Gibson y Samoa Joe desafiando a CM Punk en una lucha eliminatoria a 4 bandas por el título de ROH. Durante el partido, Christopher Daniels fue cubierto por Joe. Daniels puso su pie en la cuerda, pero Punk lo quitó antes de que el árbitro pudiera verlo y Daniels fue eliminado. Daniels intentó vengarse, pero terminó eliminando accidentalmente a Samoa Joe.
Después esto, Daniels fue un miembro permanente del roster de ROH. Hizo su primera aparición en Estados Unidos como Curry Man, empezando una pelea contra Shingo Takagi en Dragon Gate Invasion.
El 25 de noviembre de 2006, Christopher Daniels hizo equipo con Matt Sydal, llegando a ganar el Campeonato Mundial por Parejas de ROH tras derrotar a Chris Hero y Claudio Castagnoli. Perdió su título frente a Jay Mark Briscoe el 4 de enero de 2007. En Good Times, Great Memories el 28 de abril, Daniels empató frente a Erick Stevens en un combate de 15 minutos, pasándose el tiempo. a iguiente pelea, Daniels se volvió heel y abandonó la compañía. Esa fue su última noche oficial en ROH ras irse definitivamente a TNA.

### Total Nonstop Action Wrestling (2002-2010)

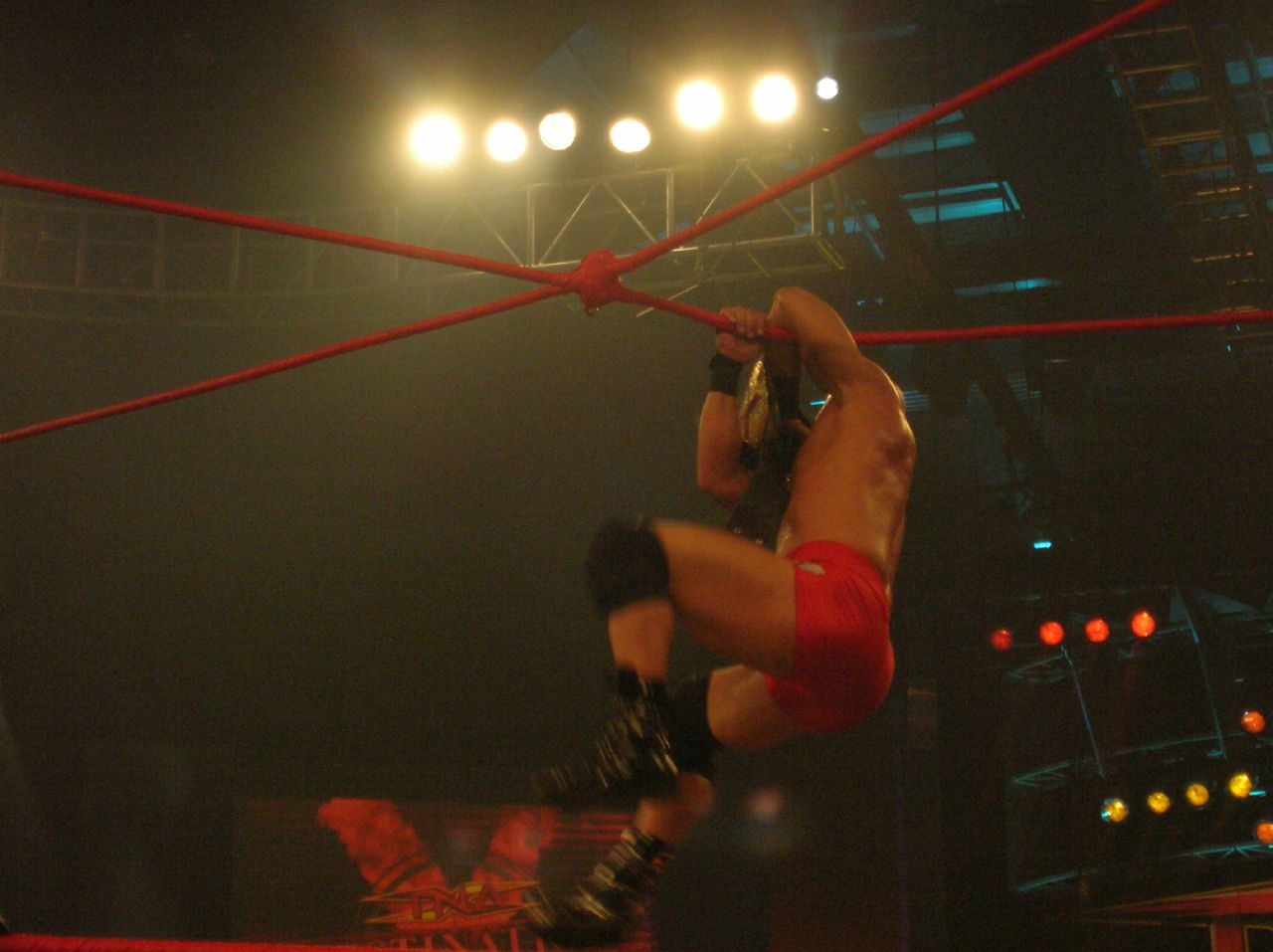
Daniels peleando en una Ultimate X match.

#### 2007
En Final Resolution Daniels perdió el Campeonato de la Divisió X ante Chris Sabin en una lucha donde también participó Jerry Lynn. A causa de esto, Daniels empezó a hablar en iMPACTs sobre sacrificios que se llevarían a cabo y en Destination X atacó Sabin y Lynn después de su lucha. En el siguiente iMPACT! atacó a Lynn tras bastidores, impidiendo que luchara esa noche. El 15 de abril derrotó a Lynn en un Six Sides of Steal match y el 19 de abril derrotó a Samoa Joe, AJ Styles y Rhino después de golpear a Rhino con un bate de béisbol, lo que ocasionó un feudo entre ambos. Durante las siguientes semanas se enfrentaron en varios combates hasta que Daniels derrotó a Rhino en Sacrifice. Además, el 24 de mayo ayudó a Samoa Joe a derrotar a Sting, empezando Sting y Daniels un feudo que los llevaría a pelear en Slammiversary, ganando Sting la lucha.
Luego, se clasificó para un "Gauntalet Ultimate X match" de 10 personas en Victory Road, alzándose Daniels con la victoria, ya que, durante la lucha, Elix Skipper y Senshi le ayudaron, formando de nuevo Triple X. A pesar de derrotar en iMPACTs a equipos como Seratonin (Raven, Martyr & Havok). en Hard Justice perdieron ante Jay Lethal & Sonjay Dutt en una lucha donde también participaron Chris Sabin & Alex Shelley y en No Surrender perdieron una "Tag Team Gauntalet match", la cual fue ganada por A.J. Styles & Tomko. Tras esto, empezó un feudo con el Campeón de la División X de la TNA Jay Lethal, a quien derrotó el 13 de septiembre en una lucha no titular, pero perdió ante él en Bound for Glory en una lucha por el título. En Turning Point participó en el "Feast or Fired match", donde no ganó ningún maletín. A pesar de esto, el 6 de diciembre derrotó a Senshi, ganando su maletín, el cual contenía una nota de despido inmediato, por lo que Daniels fue despedido (Kayfabe).

#### 2008

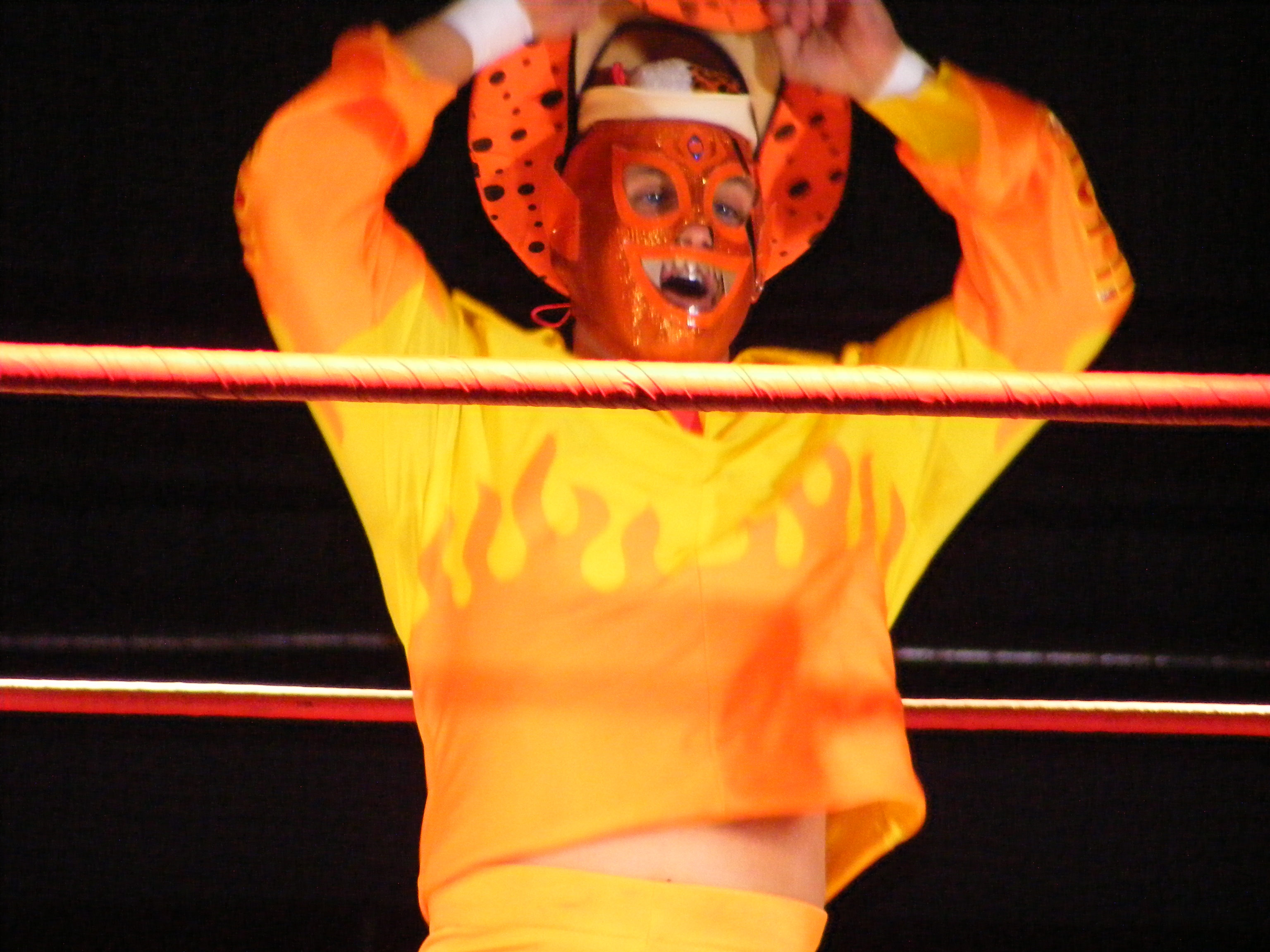
Covell con el gimmick de Curry Man.

El 24 de enero, Covell regresó a la TNA como Curry Man, un luchador japonés enmascarado, haciendo pareja con Tiger Mask derrotando a Rock & Rave Infection. Pronto empezó a hacer pareja con Shark Boy, empezando un feudo con Team 3D, derrotándoles en una lucha en Destination X. Tras esto, derrotó a Petey Williams el 13 de marzo en iMPACT!, clasificándose para la X-Scpate match de Lockdown, donde peleó contra Jay Lethal, Sonjay Dutt, Johnny Devine, Shark Boy y Consequences Creed por el Campeonato de la División X de la TNA de Lethal. Durante la lucha fue eliminado por Devine. Tras esto, participó en el primer Terror Dome match en Sacrifice, la cual fue ganada por Kaz. Luego pasó a formar parte del Team TNA junto a Kaz, Alex Shelley y Chris Sabin durante la TNA World X Cup. El 12 de junio perdió ante Alex Kozlov, del Team International, el 13 de julio perdió ante Milano Collection A.T., del Team Japan y en Victory Road participó en la pelea entre los 4 equipos, siendo eliminado por Último Guerrero. Tras esto, volvió a formar equipo con Shark Boy y, más trade, se les unió Super Eric, formando un equipo conocido como  Prince Justice Brotherhood bajo el gimmick de un equipo de Superhéroes, empezando un feudo con Rock & Rave Infection, derotándolos en No Surrender. En Bound for Glory IV participó en el Steel Asylum match, donde salió derrotado y en Final Resolution participó en el Feast or Fired Match, donde consiguió el maletín que le daba el despido inmediato, dejando la TNA (Kayfabe). Tras esto, empezó a usar a finales de 2008 el gimmick de Suicide, ya que Kaz, el luchador que lo iba a interpretar en un principio, se lesionó, hasta principios de 2009, donde Kaz tomó el relevo al recuperarse de su lesión.

#### 2009-2010

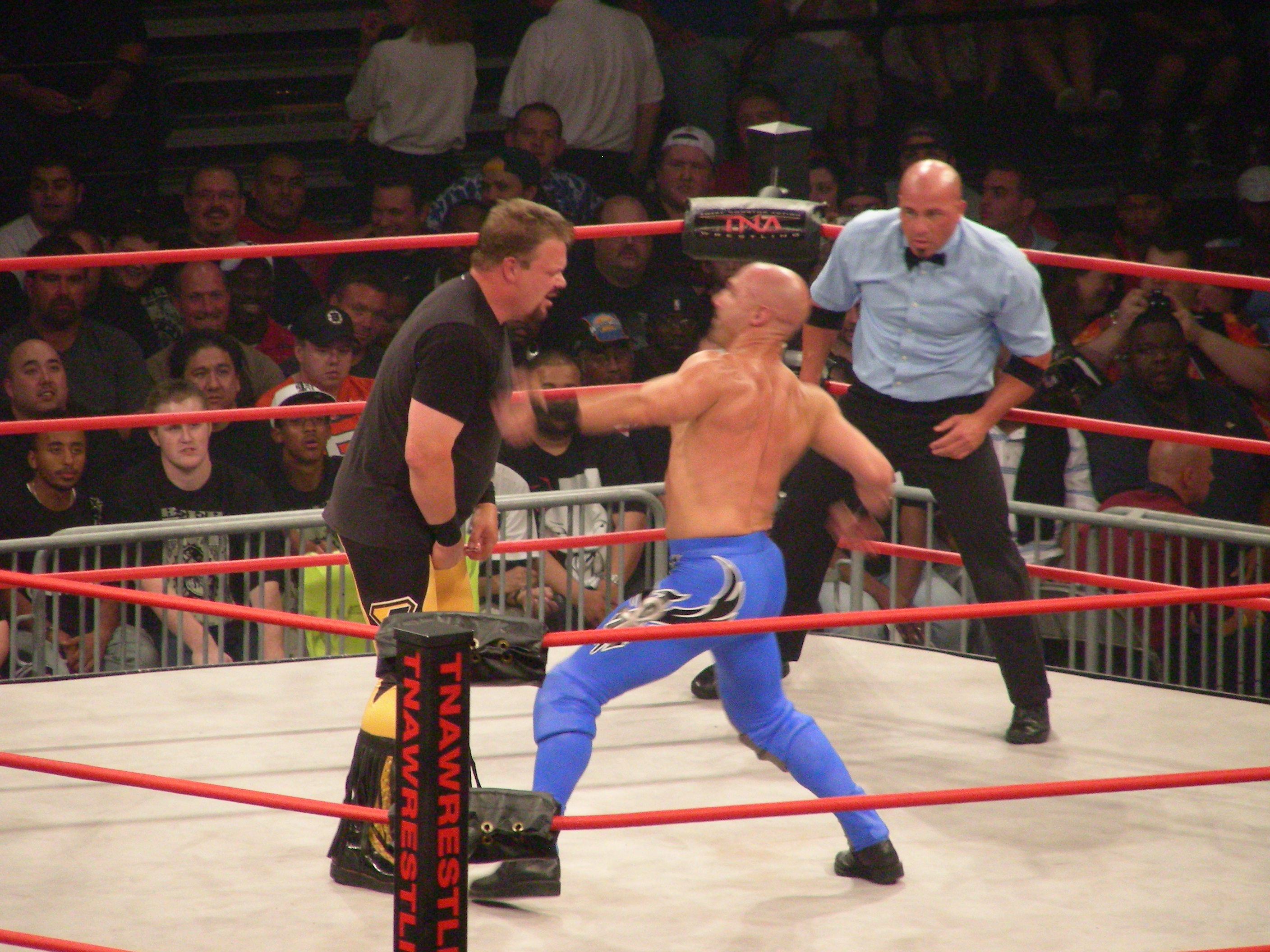
Daniels enfrentándose a Shane Douglas en Slammiversary.

Hizo su regreso a la TNA bajo el nombre de Daniels en la última edición de iMPACT! antes de Lockdown, enfrentándose a Kurt Angle. En Lockdown, el Team Jarrett (Jeff Jarrett, Samoa Joe, A.J. Styles & Daniels) derrotó al Team Angle (Kurt Angle, Booker T, Scott Steiner & Kevin Nash) en un Lethal Lockdown match. Luego, en Sacrifice, peleó contra el Campeón de la División X Suicide, acabando la pelea sin resultado al acabarse el tiempo. En Hard Justice derrotó a Alex Shelley, Chris Sabin, Consequences Creed, Amazing Red, Suicide y D'Angelo Dinero, siendo nombrado retador número 1 por el Campeonato de la División X, enfrentándose a Samoa Joe en No Surrender, pero Covell perdió la lucha. En Bound for Glory participó en un Ultimate X match por el Campeonato de la División X de Amazing Red contra Red, Suicide, Alex Shelley y Chris Sabin, ganando red la lucha. Tras esto, se clasificó en una por el Campeonato Mundial Peso Pesado de la TNA en Turning Point. Durante este tiempo, una figura misteriosa empezó a atacar al campeón AJ Styles, quien sospechaba de Daniels. En el evento, AJ Styles derrotó a Daniels y a Samoa Joe, cubriendo a Joe después de un "Best Moonsault Ever" de Daniels. A causa de esto, Daniels cambió a heel y empezó un feudo con Styles, diciendo que si fueran amigos de verdad habría dejado que él hiciera la cuenta a Joe para ganar el título. A causa de su feudo se enfrentaron en Final Resolution con el título de Styles en juego, reteniendo Styles el campeonato.
Sin embargo, el 14 de enero de 2010 empezó un feudo con el debutante Sean Morley al atacarle, siendo derrotado por él en Genesis. Tras esto, luchó por el Campeonato de la División X de la TNA contra el campeón Doug Williams y Kazarian, pero fue derrotado. En Destination X luchó en un Ladder match por una oportunidad por el Campeonatod e la División X contra Kazarian, Amazing Red y Brian Kendrick, siendo Kazarian el ganador. Tras esto, el 4 de abril fue despedido por aparecer en el evento de Ring of Honor Big Bang sin permiso.

### Ring of Honor (2010-2011)
Daniels hizo su regreso a Ring of Honor (ROH) durante el evento Big Bang como "The Fallen Angel" Christopher Daniels, encarándose a Davey Richards y diciéndole que se enfrentarían para saber cual de los dos era el mejor luchador del mundo. El 7 de mayo, en Civil Warfare Daniels derrotó a Kevin Steen en su primera lucha desde su regreso, tomando su puesto como el número dos en el Pick 6 de ROH. El día siguiente, en Supercard Of Honor V, Daniels derrotó al Campeón Mundial de la Televisión y compañero de Richards, Eddie Edwards en una lucha no titular. El 21 de mayo, participó en su primera grabación de Ring of Honor Wrestling, haciendo equipo con Roderick Strong, perdiendo ante The American Wolves (Davey Richards & Eddie Edwards). El 19 de junio, luchó en el evennto Death Before Dishonor VIII, derrotando a Kenny Omega y manteniendo su puesto en el Pick 6. En Glory By Honor IX, Daniels derrotó a Austin Aries. El 16 de octubre, Daniels y Richards se enfrentaron en un combate que ganó Richards al hacer rendir a Daniels. Finalmente, el 13 de noviembre en Fate of an Angel II se enfrentó al Campeón Mundial de ROH Roderick Strong en una lucha por el campeonato, pero fue derrotado. Luego, derrotó a Chris Hero, ganando una oportunidad por el Campeonato Mundial Televisivo de ROH de Edwards, ganando el campeonato el 10 de diciembre de 2010. El 18 de diciembre en Final Battle, Daniels fue derrotado por Homicide. En el siguiente PPV, 9th Anniversary Show, Daniels se enfrentó de nuevo a Edwards con el título en juego hasta llegar al límite de tiempo de 30 minutos en un Two Out of Three Falls match. El 18 de marzo, Daniels retuvo el título ante Mike Bennett. Tras esto, obtuvo una oportunidad por el Campeonato Mundial de ROH contra Roderick Strong, empezando un feudo con él y con su Stable, The House of Truth. Para enfrentarse a ellos, Daniels robó al líder del grupo, Truth Martini, el "Book of Truth", la guía del grupo, para así estudiar sus estrategias y obtener ventajas. Sin embargo, no pudo enfrentarse a él, puesto que Strong perdió el título ante Edwards. El 1 de abril en Honor Takes Center Stage, Daniels fue derrotado por Edwards en una lucha por el título. Al final de la lucha, rechazó el apretón de manos del campeón, emezando a adoptar actitudes heel. Al día siguiente, durante el segundo evento de Honor Takes Center Stage, Daniels cambió por completo a heel al atacar a El Generico con el "Book of Truth", aliándose con The House of Truth (Truth Martini, Roderick Strong & Michael Elgin). El 26 de junio, en Best in the World, Daniels perdió el Campeonato Mundial Televisivo de ROH ante El Generico. Esta fue su última aparición en ROH, ya que dejó la empresa para dedicarse a la TNA a tiempo completo.

### Total Nonstop Action Wrestling (2011-2014)

#### 2011
A principios de 2011 se anunció que Daniels volvería a TNA, interpretando a Suicide, ya que su contrato con ROH no le permitía aparecer en la programación de TNA con la cara descubierta. El 31 de enero en Xplosion se enfrentó a Eric Young. También luchó en Impact! el 10 de febrero, enfrentándose a Robbie E y a Brian Kendrick para luchar en Against All Odds por una oportunidad por el Campeonato de la División X de la TNA, pero fue ganada por Robbie. Christopher Daniels regresó oficialmente a TNA, en Impact! en las grabaciones del 16 de marzo (emitidas el 31 de marzo), uniéndose a Fortune (Kazarian, Robert Roode & James Storm) en su rivalidad contra Immortal (Abyss, Bully Ray & Matt Hardy) debido a la lesión de su amigo A.J. Styles. En el evento Lockdown 2011 derrotaron a Immortal en un Lethal Lockdown Match. Luego tuvo una oportunidad por el Campeonato Televisivo de TNA frente a Gunner siendo derrotado. Luego se vio involucrado ayudando a su amigo A.J. Styles durante su feudo con Tommy Dreamer y Bully Ray, tratando de ayudando a Styles en Sacrifice, sin embargo fue atacado por Bully Ray y finalmente Styles perdería la lucha. Luego el 26 de mayo en Impact Wrestling lucharon Styles & Daniels contra Ray & Dreamer en un No Disqualification Street Fight Match saliendo ganadores. 
En Destination X se enfrentó a su amigo A.J. Styles para saber quien era el mejor de la X Division ganando Styles. Luego del combate Daniels se dio la mano con Styles. Luego junto a Fortune comenzaron un nuevo feudo con Immortal. En Hardcore Justice, Fortune (Christopher Daniels, Kazarian & A.J. Styles) derrotaron a Immortal (Abyss, Gunner & Scott Steiner), lucha durante la cual, Daniels salvó a Styles de un ataque de Gunner tirándose contra una mesa. Por todo su sacrificio, le pidió una última lucha a Styles, la cual se dio el 1 de septiembre, ganando Daniels después de que A.J. perdiera el equilibrio en las cuerdas y cayera al suelo. Tras la lucha, rechazó el darle la mano a Styles. Las semanas posteriores, empezó a alardear de su victoria, hasta que el 22 de septiembre, ambos se pelearon, cambiando Daniels a heel. Volvieron a enfrentarse en Bound for Glory en un "I Quit" Match, el cual ganó Styles cuando le amenazó con un destornillador. Sin embargo, Daniels le aplicó un "Angel's Wings" en el escenario después del combate.
El 27 de octubre en Impact Wrestling, Christopher Daniels fue derrotado por Rob Van Dam por descalificación, luego de que Daniels lo atacara con una caja de herramientas. En venganza de esto, el 10 de noviembre en Impact Wrestling, Daniels fue derrotado por Styles después de que Rob Van Dam le impidiera usar el destornillador. En Turning Point, Daniels fue derrotado por Van Dam en un No Disqualification Match. Luego de esto, Daniels volvió a ser derrotado por Van Dam en Final Resolution, acabando el feudo.

#### 2012
Daniels retomó su rivalidad con Styles cuando, el 5 de enero de 2012, convenció a su compañero de equipo, Kazarian, para que le abandonara durante la final de un torneo. El 9 de febrero en Impact Wrestling, Daniels derrotó a Styles luego de la ayuda de Kazarian. En Against All Odds, Daniels acompañó a su compañero Kazarian, quién derrotó a Styles en ese evento. En Victory Road, Daniels & Kazarian fueron derrotados por Styles & Mr. Anderson. En Lockdown, ambos volvieron a enfrentarse a Styles & Anderson en el Lethal Lockdown match como parte del Team Eric. En el evento, su equipo fue derrotado.
El 10 de mayo, Kazarian reveló que se había aliado con Daniels para evitar que saliera a la luz un secreto de Styles, pero cambió definitivamente cuando supo de qué se trataba. Entonces enseñaron una serie de fotografías en las que se veía a Styles con la presidenta de TNA Dixie Carter en una actitud amorosa. Tres días después en Sacrifice, derrotaron a Magnus & Samoa Joe para ganar el Campeonato Mundial en Parejas de la TNA. En ese mismo evento, le costaron a Styles su combate contra Angle al distraerle, pero cuando acudieron a atacarle, Angle cambió a Face y le ayudó. El 31 de mayo, Styles derrotó a Daniels en el evento principal del primer episodio en directo de Impact Wrestling. Tras el combate, Daniels y Kazarian atacaron a Syles y a Angle, quien había ido a salvarle, antes de emitir una grabación telefónica entre él y Dixie Carter, pero fue cortada por Carter antes de acabar el show. Finalmente en Slammiversary, Kazarian & Christopher Daniels enfrentaron a A.J. Styles & Kurt Angle por los Campeonatos Mundiales en Parejas de TNA, siendo derrotados y perdiendo los Campeonatos.
En el siguiente Impact Wrestling, fue introducido como parte del Bound for Glory Series. El 21 de junio en Impact Wrestling, Styles y Carter revelaron que habían mentido acerca de su relación, ya que ambos estaban ayudando a una mujer embarazada llamada Claire a superar sus adicciones. La semana siguiente, Kazarian se enfadó con Daniels, ya que no había recibido ningún trato especial. Sin embargo, durante su combate contra Angle & Styles, Kazarian atacó a A.J. con una silla, recuperando los Campeonatos Mundiales en Parejas de TNA, tras la lucha Daniels anunció que Claire estaba embarazada de Styles. Esto les llevó a un combate en Destination X, donde fue derrotado por Styles en un Last Man Standing Match, a pesar de la interferencia de Kazarian.
El 8 de agosto tuvieron su primera defensa titular ante Devon & Garett Bischoff, derrotándoles. En Hardcore Justice se enfrentó a Angle, Styles y Samoa Joe en un Ladder match por 20 puntos del BFG Series, pero fue ganado por Styles. El 16 de agosto, terminó su participación en el BFG Series, siendo derrotado por Styles e impidiendo que pasara a la final. Además, como estipulación previa, solicitaron una prueba de apternidad para el hijo de Claire. La semana siguiente, la storyline de Claire fue abortada, conluyendo en que no estaba embarazada y que todo fue un plan de Daniels y Kazarian.
Tras esto, Hulk Hogan se enfadó porque no defendían los campeonatos, por lo que les puso una serie de defensas. El 6 de septiembre retuvieron el título ante Chavo Guerrero, Jr. & Hernández. Tres días después, en No Surrender, tuvieron otra defensa exitosa ante Styles & Angle. Finalmente, en Bound for Glory, perdieron los títulos ante Guerrero & Hernández en un combate en el que también lucharon Styles & Angle. En Turning Point obtuvieron su revancha, pero fueron derrotados por Chavo & Hernández. En Final Resolution derrotó a A.J. Styles en la que sería la última lucha entre ellos.

#### 2013-2014
Daniels y Kazarian comenzaron una nueva rivalidad con James Storm al cual Daniels logró derrotar en Genesis gracias a la interferencia de Kazarian, consiguiendo una oportunidad por el Campeonato Mundial de Peso Pesado de TNA. Tuvo su combate dos semanas después, pero fue derrotado por Hardy, quien retuvo el título. En Lockdown Daniels y Kazarian obtuvieron una lucha por el título en parejas contra Chavo & Hernández y los Campeones Bobby Roode y Austin Aries quienes retuvieron el título. Daniels participó en el BFG Series 2013, pero no logró quedar entre los cuatro finalistas, luego de esto él y Kazarian se aliaron con Bobby Roode creando una facción llamado EGO buscando lograr que alguno de ellos ganase el BFG Series, sin embargo al no lograrlo ninguno, atacaron a Magnus y AJ Styles en la final de la serie. El 19 de septiembre los tres debutaron como equipo en el ring, derrotando a Main Event Mafia (Sting, Magnus & Samoa Joe).
El 23 de abril, Daniels anunció que abandonaba la empresa.

### México (2018)
El 4 de agosto de 2018, en la promoción Pura Raza, Daniels desafió sin éxito a Hechicero del Consejo Mundial de Lucha Libre por el Campeonato Mundial Histórico de Peso Semicompleto de la NWA.

### All Elite Wrestling (2019-presente)
En enero de 2019 se reveló que Daniels sería uno de los primeros firmantes de All Elite Wrestling, una nueva promoción de lucha iniciada por los luchadores Cody Rhodes y The Young Bucks. Más tarde se reveló en Being the Elite que Daniels también se desempeñará como jefe de relaciones de talento para AEW.

## En lucha
- Movimientos finales

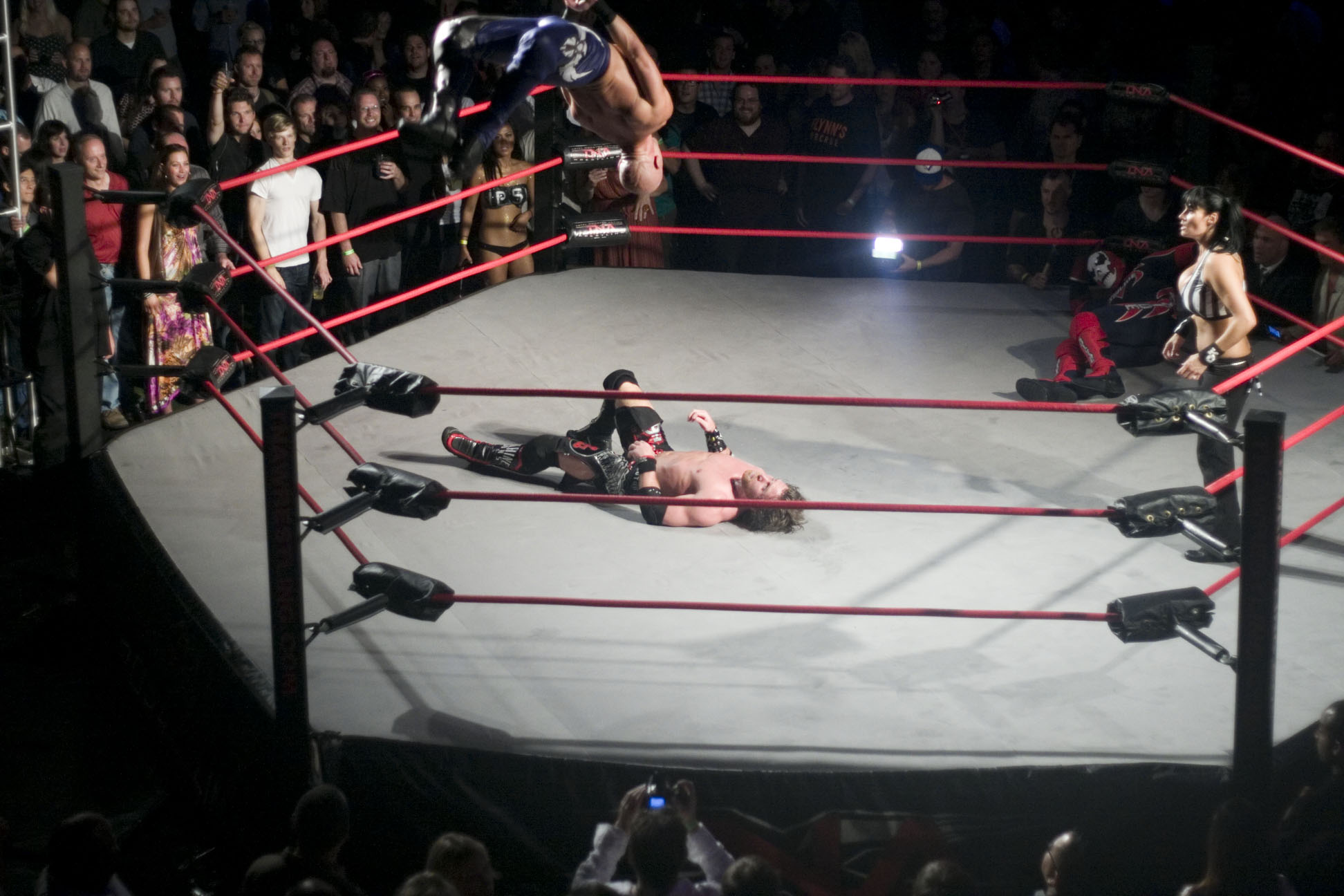
Daniels aplicando un "Best Moonsault Ever" a Chris Sabin.

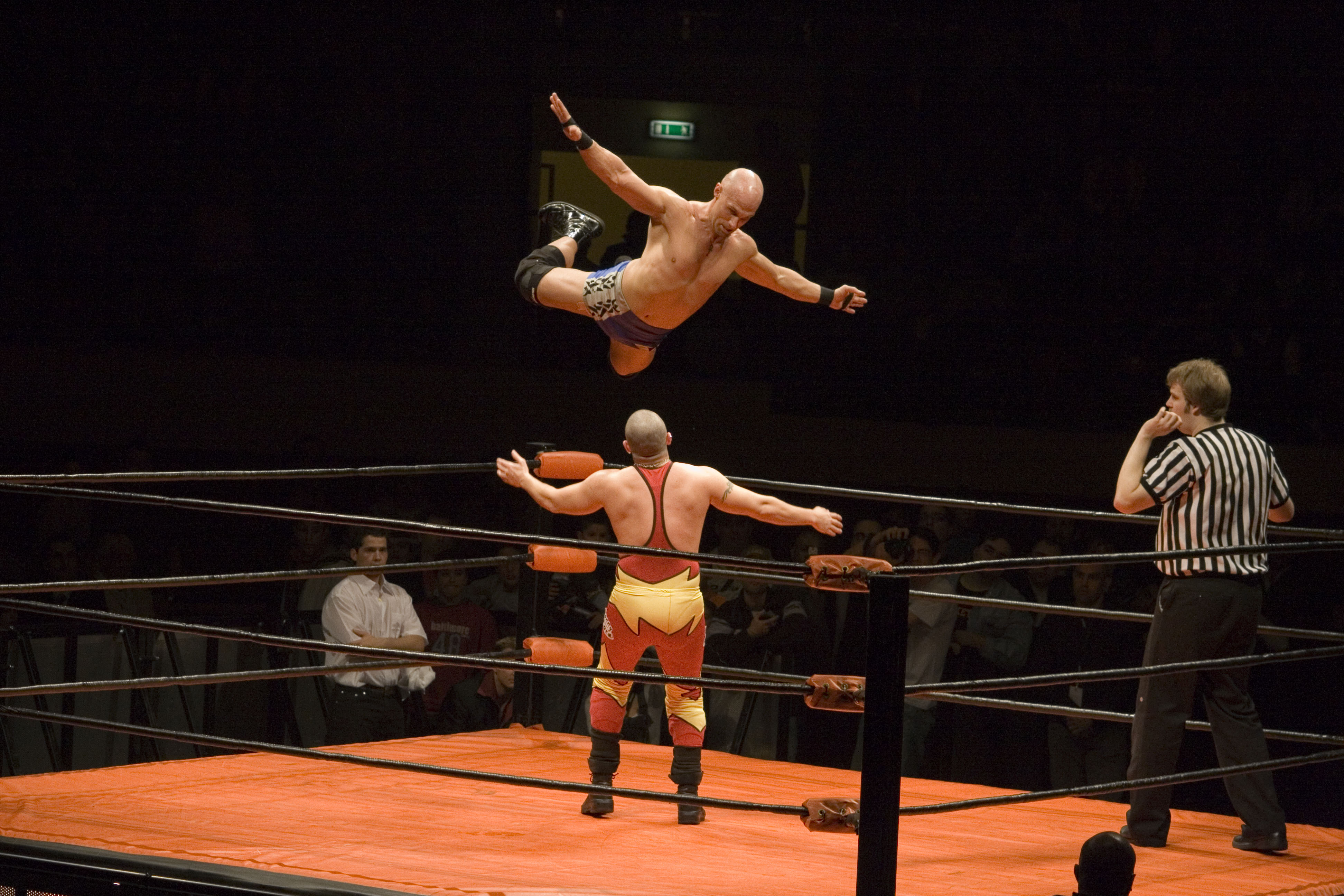
Daniels aplicando un "Crossbody" en un house show mixto entre TNA y APW en Portugal.

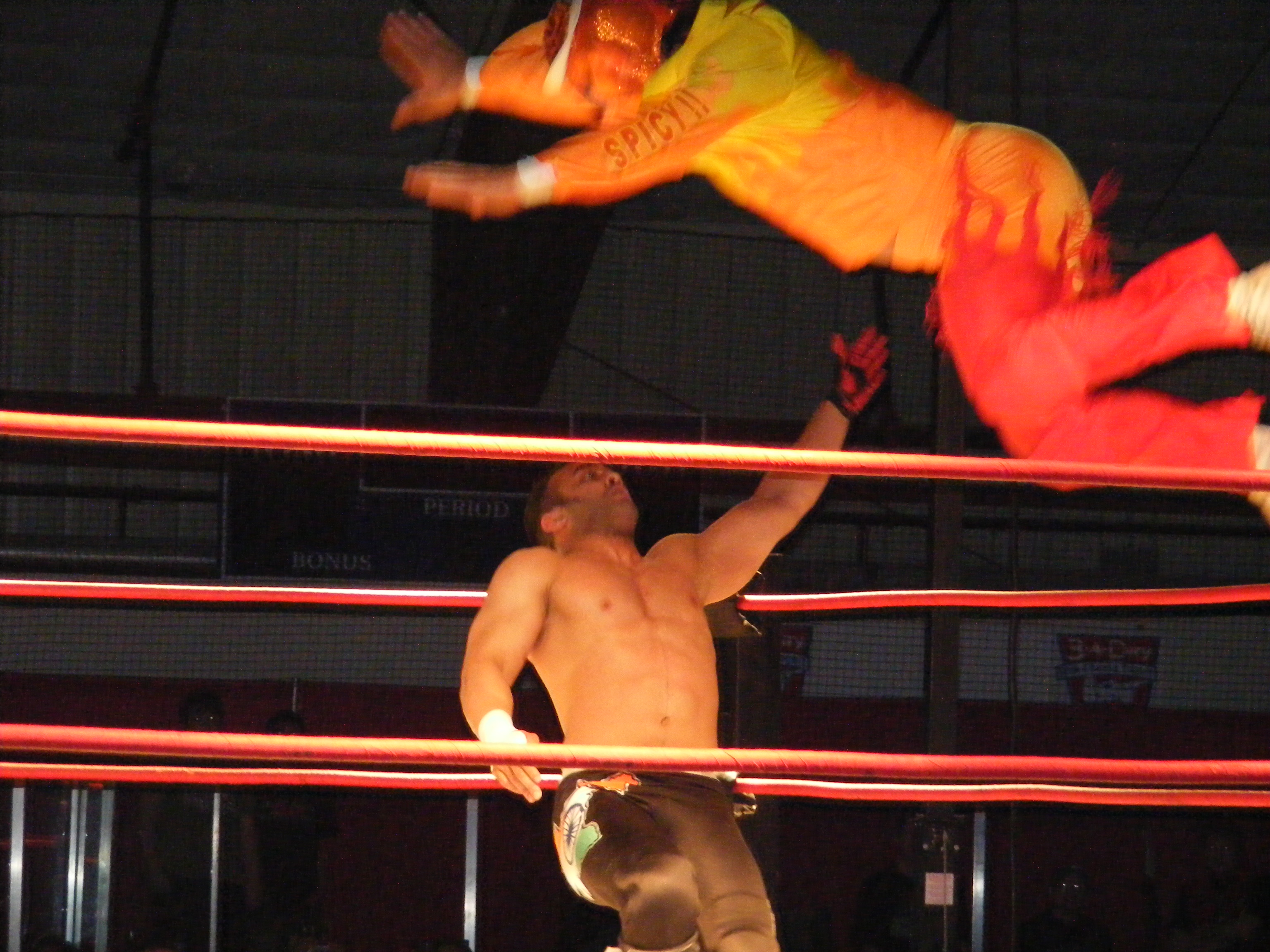
Daniels como Curry Man aplicando un "Hi-C" a Sonjay Dutt.

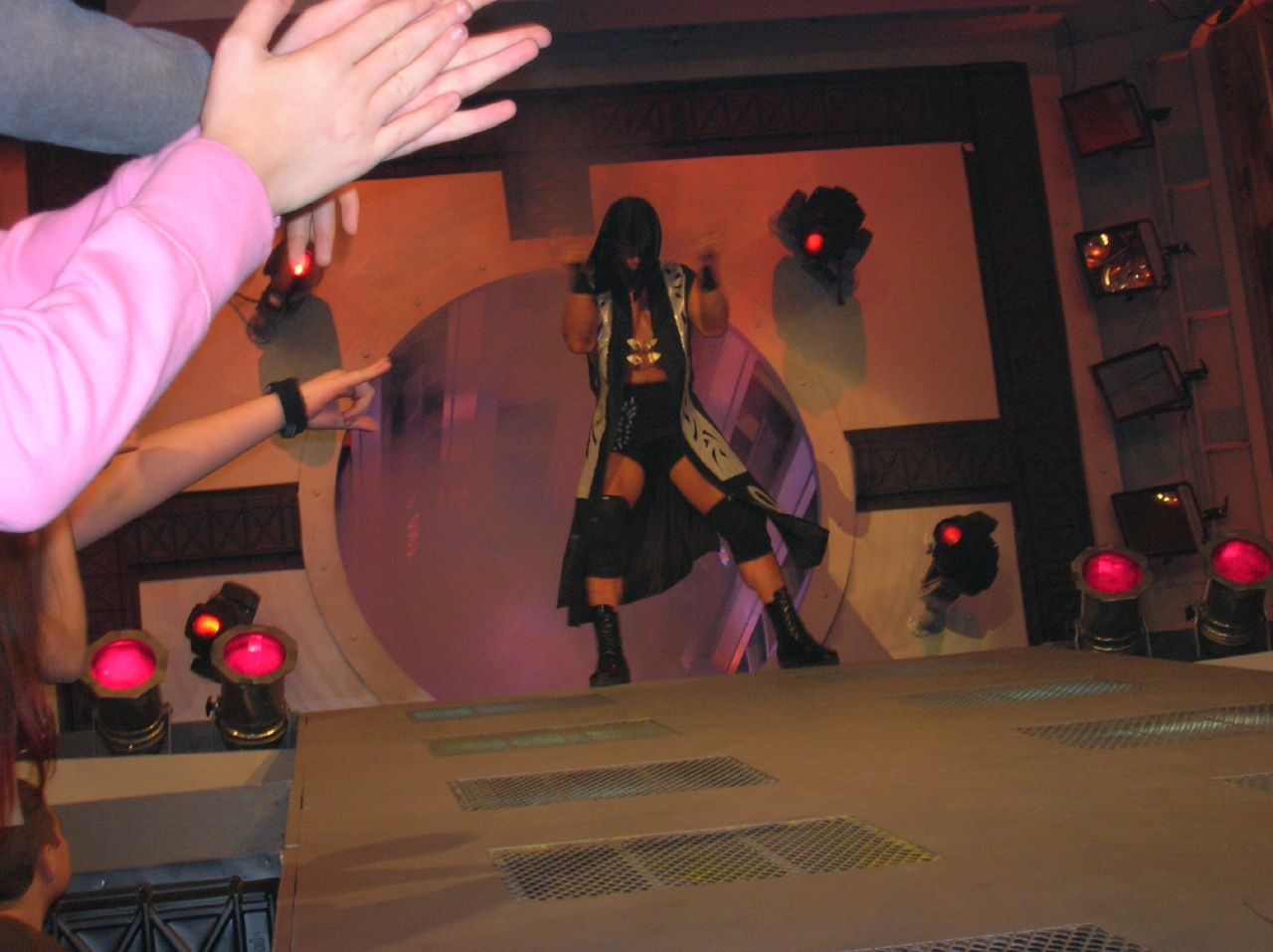
Daniels haciendo su entrada en la TNA.

  - Angel's Wings (Spinning double underhook facebuster)
  - BME – Best Moonsault Ever (Double jump moonsault)
  - Bridging northern lights suplex
  - Last Rites (Rolling cutter)
  - Reverse STO seguido de Koji clutch
  - Spicy Drop (Argentine backbreaker rack derivado en facebuster o DDT) - Como Curry Man
  - Suicide Solution[54] (Overhead leg hook belly to back suplex) - Como Suicide
- Movimientos de firma
  - Body slam
  - Death valley driver
  - Double knee gutbuster
  - Domo Lariato (Running lariat)
  - Dropkick, a veces desde una posición elevada[54]
  - Curry Bottom (Side slam) - Como Curry Man
  - Enzuigiri
  - Exploder suplex
  - Fall from Grace (Cross-arm iconoclasm a un oponente sobre a la tercera cuerda)
  - Headbutt[54]
  - Hi-C (Diving crossbody)
  - High knee[55]
  - Legsweep
  - Reverse hurricanrana
  - Running elbow strike a un oponente arrinconado
  - Running snapmare driver contra el turnbuckle[56]
  - Side suplex, a veces desde una posición elevada
  - Sitout reverse STO, a veces contra el turnbuckle o desde una posición elevada
  - Sitout STO
  - Slingshot elbow drop
  - Slingshot suplex powerslam
  - Spicy Elbow (Feint running delayed leg drop transicionado en high-impact elbow drop con burlas) - Como Curry Man
  - Spin-out powerbomb
  - Split-legged moonsault, a veces en un springboarding hacia fuera del ring
  - Standing monkey flip
  - Springboard o diving back elbow smash[57]
  - Springboard plancha
  - Tokyo Dangerous (Belly to back suplex backbreaker)

- Managers
  - Angelica
  - Simply Luscious
  - Allison Danger
  - James Mitchell

- Apodos
  - "The Fallen Angel"
  - "God's Gift to Wrestling"
  - "The Wrestling Prophet"
  - "The Lord of the Ring"
  - "Mr. TNA"
  - "Hot & Spicy"
  - "King of Spice"
  - "The New Face of Impact Wrestling"[58]

## Campeonatos y logros
- All Pro Wrestling

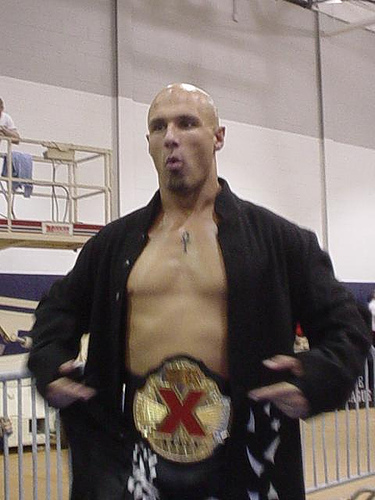
Daniels durante su primer reinado como Campeón de la División X.

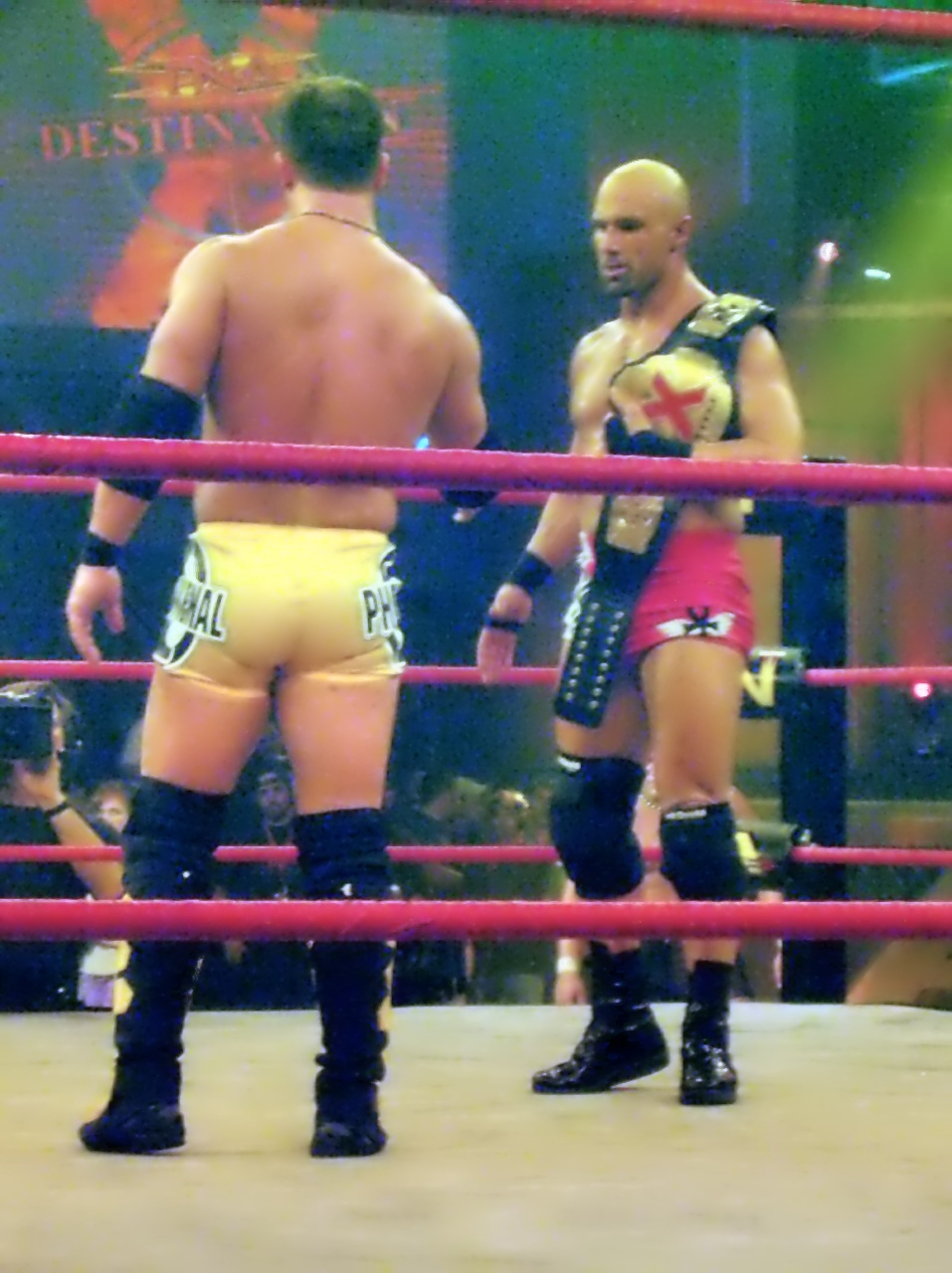
Daniels después de ganar por segunda vez el Campeonato de la División X en Destination X.

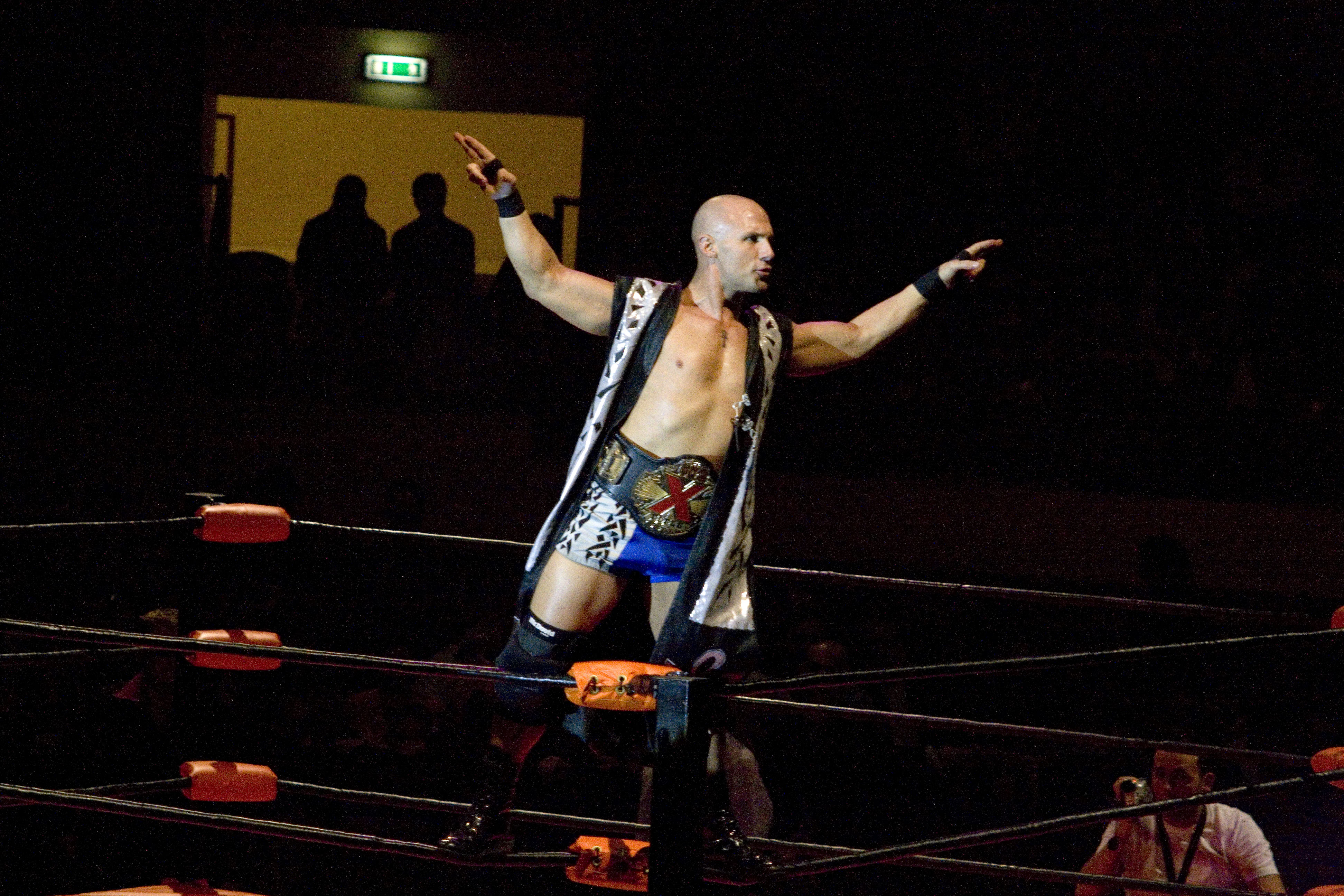
Daniels durante su tercer reinado como Campeón de la División X de la TNA.

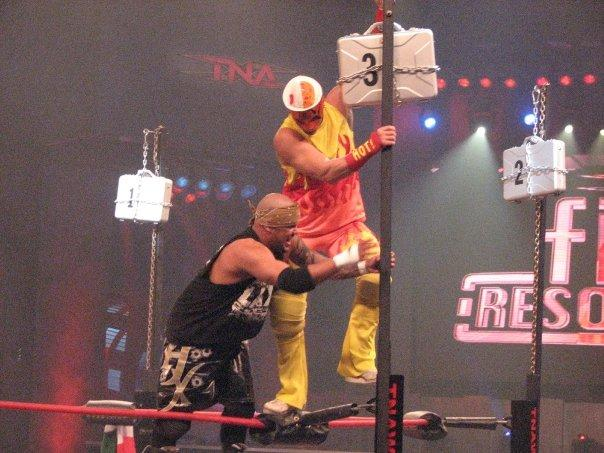
Covell como Curry Man, cogiendo su maletín del "Feast or Fired" match en 2008.

  - APW Worldwide Internet Championship (1 vez)
  - APW King of the Indies (2000)

- Ballpark Brawl
  - Natural Heavyweight Championship (1 vez)

- East Coast Wrestling Association
  - ECWA Heavyweight Championship (2 veces)
  - ECWA Hall of Fame (Incluido en el 2001)
  - ECWA Super 8 Tournament (2000)
  - ECWA Super 8 Tournament (2004)

- Empire Wrestling Federation
  - EWF Heavyweight Championship (1 vez)

- Frontier Wrestling Alliance
  - FWA British Heavyweight Championship (1 vez)

- Impact Championship Wrestling
  - ICW Tag Team Championship (1 vez) – con Xavier[59]
  - Impact Cup (2010) – con Xavier[60]

- Michinoku Pro Wrestling
  - British Commonwealth Junior Heavyweight Championship (1 vez)
  - Futaritabi Tag Team League (2002) - con Hayashi Rice Man

- Midwest Championship Wrestling
  - MCW Tag Team Championship (1 vez) – con Jayson Reign

- New Japan Pro Wrestling
  - IWGP Junior Heavyweight Tag Team Championship (1 vez) – con American Dragon

- NWA Florida
  - NWA Florida Heavyweight Championship (1 vez)

- NWA Midwest
  - NWA Midwest Tag Team Championship (1 vez) – con Kevin Quinn

- New Age Wrestling Federation
  - CT Cup Co-Holder (1 vez) – con John Brooks

- Premier Wrestling Federation
  - PWF United States Championship (1 vez)

- Pro-Pain Pro Wrestling
  - 3PW Heavyweight Championship (1 vez)

- Pro Wrestling ZERO1-MAX
  - ZERO1-MAX United States Openweight Championship (1 vez)

- Ring of Honor
  - ROH World Championship (1 vez)
  - ROH World Television Championship (1 vez)
  - ROH World Tag Team Championship (2 veces) – con Donovan Morgan (1) y Matt Sydal (1)
  - ROH World Six-Man Tag Team Championship (1 vez) - con Frankie Kazarian & Scorpio Sky (1)
  - Decade of Excellence (2017)
  - ROH Tag Team Championship Tournament (2002) – con Donovan Morgan
  - ROH Round Robin Challenge II
  - Triple Crown Championship (Cuarto)
  - Grand Slam Champion (Primero)

- Total Nonstop Action Wrestling
  - TNA X Division Championship (4 veces)
  - TNA World Tag Team Championship (2 veces) - con Kazarian
  - NWA World Tag Team Championship (6 veces) – con Low Ki & Elix Skipper (3), James Storm (1) y A.J. Styles (2)
  - TNA World X Cup (2004) – con Jerry Lynn, Chris Sabin y Elix Skipper
  - TNA World Cup of Wrestling (2013) – con James Storm, Kazarian, Kenny King y Mickie James
  - Feast or Fired (2007)
  - Feast or Fired (2008)
  - TNA Year End Awards (4 veces)
    - Feud of the Year (2005) vs. A.J. Styles[61]
    - Match of the Year (2004) con Elix Skipper vs. Chris Harris & James Storm at Turning Point, 5 de diciembre de 2004[62]
    - Match of the Year (2006) con A.J. Styles vs. Homicide & Hernández at No Surrender, 24 de septiembre de 2006[63]
    - Tag Team of the Year (2006) con A.J. Styles[63]

- Ultimate Pro Wrestling
  - UPW Heavyweight Championship (2 veces)

- Windy City Pro Wrestling
  - WCPW League Championship (1 vez)
  - WCPW Lightweight Championship (1 vez)
  - WCPW Middleweight Championship (1 vez)
  - WCPW Tag Team Championship (2 veces) – con Kevin Quinn (1) y Mike Anthony (1)

- World Power Wrestling
  - WPW Heavyweight Championship (1 vez)

- World Wrestling Council
  - WWC World Tag Team Championship (1 vez) – con Kevin Quinn

- Pro Wrestling Illustrated
  - Equipo del año (2006) con A.J. Styles[64]
  - Situado en el N°65 en los PWI 500 de 2001[65]
  - Situado en el N°57 en los PWI 500 de 2002[66]
  - Situado en el N°20 en los PWI 500 de 2003[67]
  - Situado en el N°25 en los PWI 500 de 2004[68]
  - Situado en el N°17 en los PWI 500 de 2005[69]
  - Situado en el N°15 en los PWI 500 de 2006[70]
  - Situado en el N°30 en los PWI 500 de 2007[71]
  - Situado en el Nº95 en los PWI 500 de 2008[72]
  - Situado en el Nº58 en los PWI 500 de 2009[73]
  - Situado en el Nº47 en los PWI 500 de 2010[74]
  - Situado en el N°26 en los PWI 500 de 2011[75]
  - Situado en el Nº96 en los PWI 500 de 2018
  - Situado en el Nº105 en los PWI 500 de 2019[76]

- WrestleCrap
  - Gooker Award (2012) – "Claire Lynch" pelea con Kazarian contra AJ Styles[77]

- Wrestling Obverser Newsletter
  - Lucha de 5 Estrellas - (2005) vs. AJ Styles vs. Samoa Joe en Unbreakable el 11 de septiembre
  - Equipo del año - 2012, con Kazarian
  - Peor Lucha del Año - (2006) TNA Reverse Battle Royal on TNA Impact!